# GR-45. Sendero del Somontano

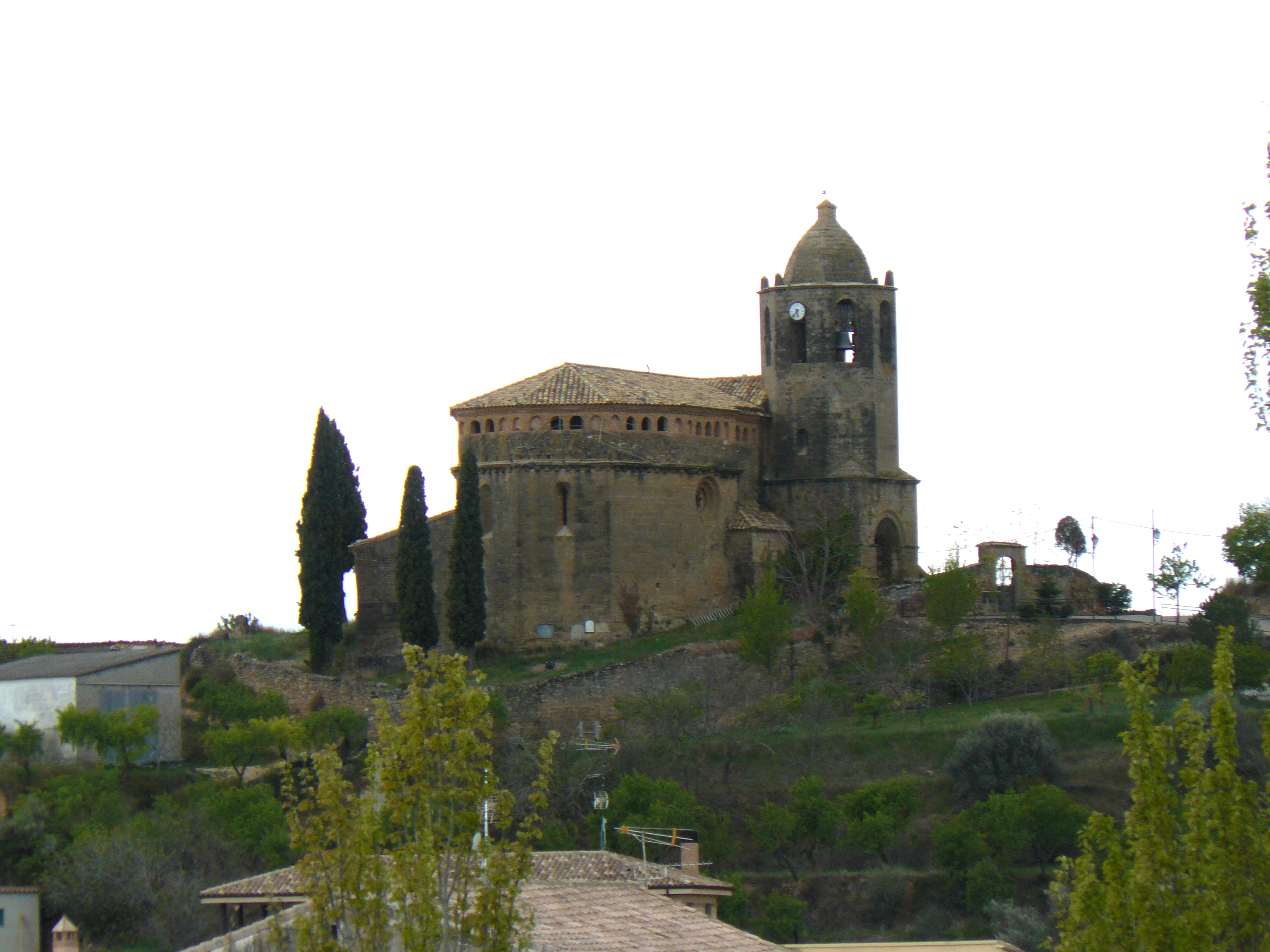
Iglesia parroquial de Bierge, del, dedicada a Santiago Apostol

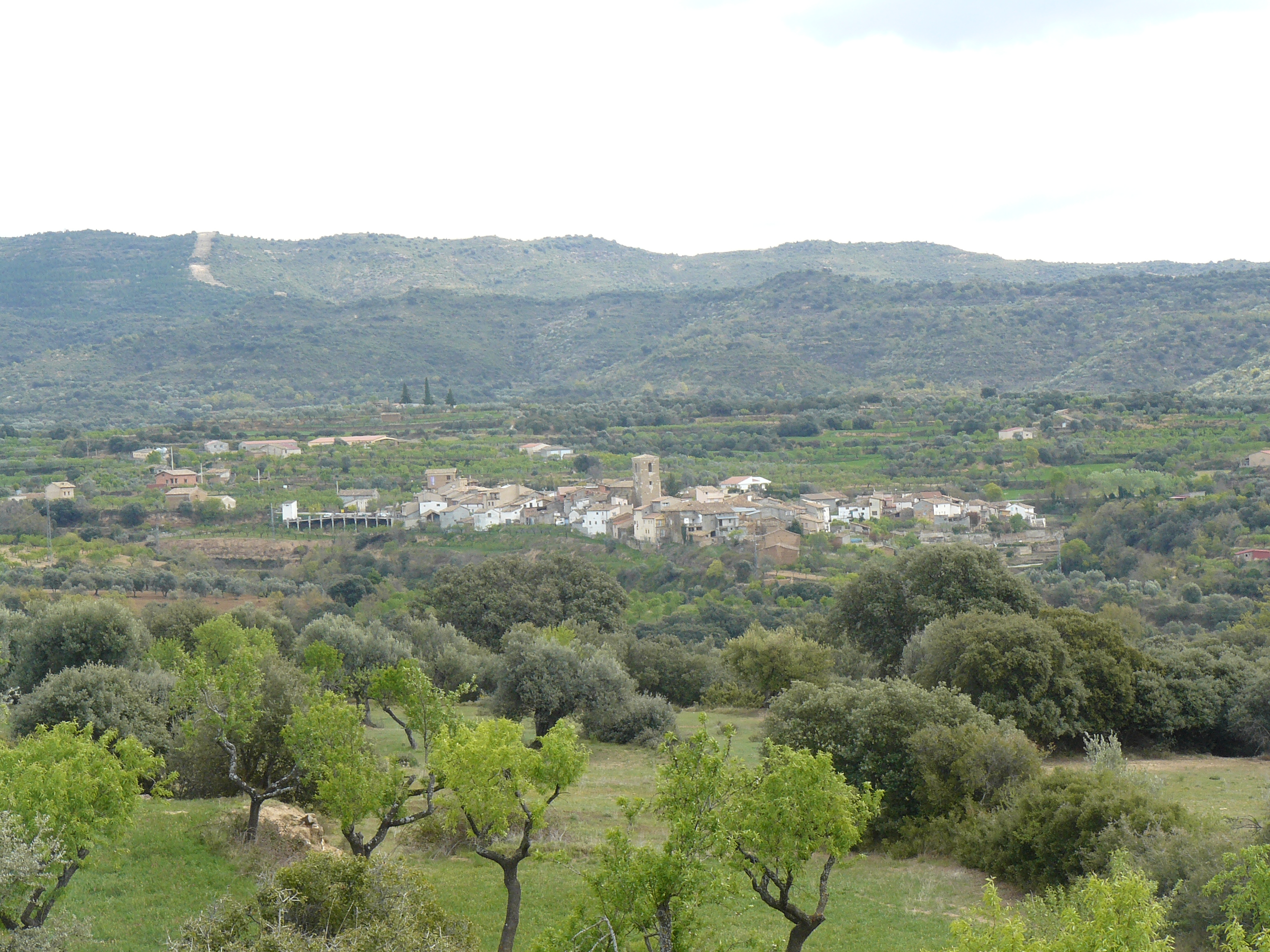
Colungo, donde termina el GR-45

El GR-45 es un sendero de gran recorrido también conocido como sendero del Somontano, que recorre unos 145 km de forma casi circular por la comarca del Somontano, en la provincia de Huesca, entre las localidades de Bierge y Colungo.
Consta de 7 etapas, a lo largo de las cuales se encuentra con otros senderos, por lo que es también un cruce de caminos. El Somontano de Barbastro es una comarca aragonesa en el centro-este de la provincia de Huesca, con capital en Barbastro. En esta comarca se encuentran, al norte, los ríos Alcanadre y Vero, y al sur, el Parque natural de la Sierra y Cañones de Guara.

## Recorrido
- Etapa 1. Bierge-Laluenga, 23,7 km.[3]
- Etapa 2. Laluenga-Fornillos, 18,2 km.[4]
- Etapa 3. Fornillos-Barbastro, 20,6 km.[5]
- Etapa 4. Barbastro-Estadilla, 26,9 km.[6]
- Etapa 5. Estadilla-Olvena, 18,8 km.[7]
- Etapa 6. Olvena-Naval, 23 km.[8]
- Etapa 7. Naval-Colungo, 13,8 km.[9]